# Vera Aksakova
Pour les articles homonymes, voir Aksakova.
 (août 2009).
Si vous disposez d'ouvrages ou d'articles de référence ou si vous connaissez des sites web de qualité traitant du thème abordé ici, merci de compléter l'article en donnant les références utiles à sa vérifiabilité et en les liant à la section « Notes et références ».
Vera Sergueïevna Aksakova (en russe : Вера Сергеевна Аксакова ; 1819-1864) est une mémorialiste et un écrivain russe, fille de  l'écrivain Sergueï Aksakov et sœur des slavophiles Ivan Aksakov et Constantin Aksakov. 

## Biographie
Vera Sergueïevna fut élevée dans le domaine de son père Sergueï Timofeïevitch Aksakov, portant un soin attentif à ses nombreux frères et sœurs, et aimée de sa mère, née Olga Nikolaïevna Zaplatina, ainsi qu'à Moscou.
À la suite de son frère Constantin, elle devint une propagandiste résolue du mouvement slavophile, avec Khomiakov, Kireïevski et Samarine.
Elle tint un salon célèbre dans la maison des Aksakov à Moscou, où elle réunit écrivains, philosophes et artistes, afin de développer l'idée du destin unique de la Russie, de sa grandeur et de sa mission dans le siècle.
Lorsque son père fit l'achat de la propriété d'Abramtsevo, près de Moscou, elle accueillait aux beaux jours des intellectuels et des écrivains, comme Gogol ou Tourgueniev. Elle passa sa vie dans le cercle familial, écrivant sous la dictée de son père, devenu presque aveugle à la fin de sa vie.
Vera Aksakova fut l'auteur d'un Journal qui constitue une source de renseignements précieuse pour la connaissance du mouvement slavophile et pour l'étude des mouvements littéraires et artistiques du XIXe siècle, en Russie et en Europe.